# Géranylgéranylation
La géranylgéranylation est une forme de prénylation faisant intervenir la liaison covalente d'une ou deux unités de géranylgéranyl-pyrophosphate sur un ou deux résidus de cystéine à l'extrémité C-terminale de protéines spécifiques. La prénylation en général, et la géranylgéranylation en particulier, ont notamment pour rôle d'assurer un l'ancrage de certaines protéines à la membrane plasmique ou à d'autres membranes biologiques.
Cette réaction peut être catalysée par une géranylgéranyltransférase de type 1 (GGTase I) ou une géranylgéranyltransférase Rab (en) (GGTase II). Une GGTase I catalyse l'addition d'un groupe géranylgéranyle sur la séquence consensus CaaL, où C représente un résidu de cystéine, a représente un acide aminé à chaîne latérale aliphatique, et L représente un résidu de leucine, de manière relativement semblable à la réaction catalysées par une farnésyltransférase (en). Une GGTase II ajoute deux groupes géranylgéranyle sur deux résidus de cystéines d'une séquence consensus C-terminale de type CXC ou XXCC. La source des groupes géranylgéranyle de ces réactions est le géranylgéranyl-pyrophosphate produit par une géranylgéranyle diphosphate synthase de la biosynthèse des terpénoïdes.
L'ancrage lipidique des GTPases Rho (en) de signalisation cellulaire et de la sous-unité gamma de la protéine G hétérotrimérique sont des exemples de mise en œuvre physiologique de la géranylgéranylation.